# Битва Пяти Воинств
Битва Пяти Воинств (англ. Battle of Five Armies) — сражение, описанное в произведениях Джона Толкина. В нём люди, гномы и эльфы, собравшиеся для раздела золота Смауга, разгромили орков и волколаков. Битва стала центральным событием в фильме «Хоббит: Битва пяти воинств».

## Битва
Согласно Толкину, сражение произошло в 2941 году Третьей эпохи. Группа гномов во главе с Торином Дубощитом и сопровождавший их хоббит Бильбо Бэггинс проникли в Одинокую гору, чтобы завладеть золотом дракона Смауга. Последний был убит жителем Эсгарота Бардом Лучником. Эсгаротцы и эльфы из Лихолесья пришли к горе, чтобы получить свою часть золота, но Торин не пустил их. Началась осада. На помощь Торину пришёл его родич Даин с войском. В тот самый момент, когда гномы были готовы сразиться с эльфами и людьми, появилась огромная армия орков и варгов в сопровождении целой тучи нетопырей.
Гномы, эльфы и люди немедленно объединились против общего врага. Началась ожесточённая схватка. У орков и варгов было численное превосходство, так что они начали одерживать верх, а Торин Дубощит был смертельно ранен. Однако появление орлов и Беорна в медвежьем облике изменило ход битвы. Орки бежали, остатки их армии позже были перебиты в Лихолесье эльфами. Три четверти всех орков Туманных гор были перебиты в тот день.
После этой победы сокровища Смауга были разделены и наступил мир.

## В «Хоббите»
Битва Пяти Воинств описана Толкином в финальной части повести «Хоббит, или Туда и обратно». Литературоведы отмечают, что в соответствующей главе писатель отказывается от характерного для него лёгкого, юмористического стиля, рассчитанного на детей; теперь он пишет более сурово и реалистично о «драконьей болезни» (жажде золота) и о тяготах войны. Толкин изображает, по словам К. Олсена, «мрачный реальный мир». Он не даёт увенчаться успехом атаке Торина в разгар битвы, и даже счастливый исход сражения не предполагает возвращения к приукрашенной реальности. Предположительно в словах Бильбо, произнесённых после битвы («Всё-таки, пожалуй, это победа! … И унылая, однако, это вещь»), резюмировано отношение Толкина, ветерана Первой мировой, к войне как таковой.
Битва Пяти Воинств в повествовании — яркий пример использования Толкином приёма эвкатастрофы, «катастрофы со счастливым концом». Когда уже кажется, что люди, эльфы и гномы будут разбиты, Бильбо поднимает голову к небу и видит орлов. Этот эпизод был дважды предсказан на страницах «Хоббита»: в песне, которую однажды пели гномы, и в эпизоде с последним лучом солнца в Дьюрин день. К. Олсен констатирует, что битва стала для Толкина очень эффектным разрешением всех сюжетных противоречий.
Неистовость, с которой сражается с варгами Беорн, принявший медвежий облик, — явная отсылка к скандинавским сагам, в которых действуют берсерки.

## В экранизациях
Битва Пяти Воинств показана в мультфильме 1977 года «Хоббит». В отличие от книги, здесь Бильбо, принципиальный противник войны, держится в стороне от схватки и осуждает её. Сражение становится центральным событием в фильме Питера Джексона «Хоббит: Битва пяти воинств»; один из рецензентов характеризует его как «роскошную фэнтезийную битву».